# LNWR classe E
La Classe E du London and North Western Railway est un modèle de locomotives à vapeur de disposition d'essieux 140 « Consolidation » (2-8-0 dans la nomenclature britannique) utilisées en service marchandises. Premières Consolidation du LNWR, elles sont une reconstruction avec un bissel avant de 26 locomotives de la classe B de disposition d'essieux 040.

## Historique

### Origines
Cherchant à disposer de locomotives à fort effort de traction pour les trains de marchandises lourds et lents, le LNWR fait réaliser par son ingénieur en chef Francis Webb (en) une locomotive prototype à deux cylindres intérieurs à simple expansion, réutilisant le type de chaudière des longues locomotives pour express de la classe « Greater Britain ». La classe A, le modèle de série qui en est dérivé se distingue par sa disposition compound à trois cylindres, chère à Francis Webb, qui se montre quelque peu décevante en service, poussant leur concepteur à mettre au point la classe B qui, sur un châssis similaire, se distingue par sa chaudière élargie de cinq pousses et ses quatre cylindres compound : deux haute pression (HP) à l'extérieur et deux basse pression (BP) sous la chaudière ; 170 seront construites.
L'arrangement de ces locomotives comporte un porte-à-faux avant important aggravé par le poids des quatre cylindres sous la boîte à fumée, nuisant aux performances.

### Mise au point

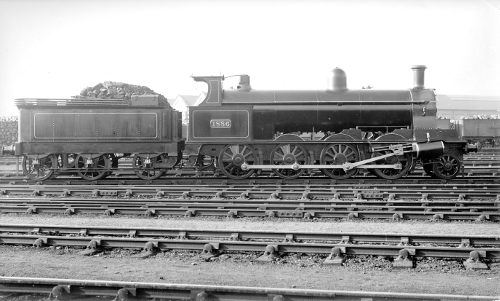
Vue de la locomotive no 1886 en 1904.

En 1904, alors que George Whale (en), le successeur de Webb, débute un programme de transformation de la classe A, reconstruite en locomotives à simple expansion, il décide de réaliser une transformation moins radicale sur des locomotives de la classe B.
Un bissel (essieu porteur radial) est ajouté sous le châssis de la locomotive, qui est tellement long qu'il ne doit pas être étendu, qui offre le double avantage de mieux répartir les masses et d'améliorer le guidage dans les courbes, et donc de circuler à une vitesse plus élevée. Le reste de la locomotive est entièrement inchangé, y compris le tender à châssis en bois mis au point par Webb.
Un total de 26 locomotives classe B sont traitées de 1904 à 1908.

### Évolutions
Entretemps, le premier programme de transformation des classe A en classe C n'ayant pas été une réussite, George Whale avait résolu le problème en utilisant le nouveau type de chaudière développé par lui pour les locomotives pour trains de voyageurs des classes « Precedent » et « Experiment » au diamètre de 5 pieds 2 pouces (1 570 mm). Le nouveau modèle, très réussi, est désigné classe D.
Whale décide de réaliser une version plus puissante de la classe D en combinant le châssis à quatre cylindres et bissel avant avec la nouvelle chaudière. 10 locomotives de la classe B sont reconstruites entre 1906 et 1908, de même que les 647 et 1038 de la classe E, converties en 1907 et 1908.
Le gain de performances des classes E et F n'étant pas suffisant, George Whale se résout finalement en 1910 à appliquer le même type de transformation aux classes B que celle qui avait engendré la classe D. La chaudière est remplacée par une de 5 pieds 2 pouces et le nombre de cylindres passe à deux ; en raison du réemploi des cylindres BP de grand diamètre, la pression de la chaudière doit être abaissée.
Désignée G, cette classe de locomotives est un franc succès à tel point que 60 seront construites neuves, en plus des 32 B transformées, toutefois le successeur de Whale, Charles Bowen Cooke (en) voit plus loin et dote en 1912 une G d'un surchauffeur Schmidt avec à la clé un gain de performances notable.
170 G1 neuves seront réalisées en 1912-1918 tandis que des locomotives de presque tous les types antérieurs à quatre roues motrices seront transformées en G1. Pour les 18 classe E traitées entre 1917 et 1924, cela passe par la suppression du bissel et du porte-à-faux avant, la disparition des cylindres HP et de l'ancienne chaudière et la reconstruction de l'abri sur le modèle des classes D, F, G et G1 pour tenir compte de la chaudière plus grande. Dix F ainsi que 91 B et l'ensemble de la série G seront également converties.
À l'arrêt de ce programme, 449 G1 sont en service. Le London, Midland and Scottish Railway (LMS) qui a succédé au LNWR en 1923 conserve à son inventaire six classe E qui sont retirées du service en 1927-1928.
Aucune locomotive de la classe E, pas plus que les F et G1 qui en ont résulté, n'a été sauvegardée.